# ATP Winston-Salem
Das ATP-Turnier in Winston-Salem (offiziell: Winston-Salem Open) ist ein US-amerikanisches Tennisturnier, das seit August 2011 jährlich in Winston-Salem, North Carolina, veranstaltet wird. Ausgetragen wird es auf dem Campus der Wake Forest University mit einem 48er-Hauptfeld im Einzel und einem 16er-Hauptfeld im Doppel.

## Geschichte
Das Turnier ersetzte jenes in New Haven und wird wie dieses auf Hartplatz ausgetragen. Wie New Haven ist das Turnier auch Teil der ATP Tour 250 und der US Open Series, einer Serie von Hartplatzturnieren in Nordamerika, die als Vorbereitung für die US Open dienen soll; Winston-Salem findet eine Woche vor den US Open statt und ist somit die letzte Möglichkeit, vor dem vierten Grand Slam des Jahres ein Hartplatzturnier zu bestreiten.

## Siegerliste
John Isner gewann die ersten beiden Turniere 2011 und 2012 und ist somit Rekordsieger im Einzel. Rekordsieger im Doppel mit ebenfalls zwei Titeln sind Jean-Julien Rojer und Horia Tecău.

### Einzel
| Jahr | Sieger                | Finalgegner           | Finalergebnis   |
| ---- | --------------------- | --------------------- | --------------- |
| 2024 | Lorenzo Sonego        | Alex Michelsen        | 6:0, 6:3        |
| 2023 | Sebastián Báez        | Jiří Lehečka          | 6:4, 6:3        |
| 2022 | Adrian Mannarino      | Laslo Đere            | 7:61, 6:4       |
| 2021 | Ilja Iwaschka         | Mikael Ymer           | 6:0, 6:2        |
| 2020 | abgesagt              | abgesagt              | abgesagt        |
| 2019 | Hubert Hurkacz        | Benoît Paire          | 6:3, 3:6, 6:3   |
| 2018 | Daniil Medwedew       | Steve Johnson         | 6:4, 6:4        |
| 2017 | Roberto Bautista Agut | Damir Džumhur         | 6:4, 6:4        |
| 2016 | Pablo Carreño Busta   | Roberto Bautista Agut | 6:76, 7:61, 6:4 |
| 2015 | Kevin Anderson        | Pierre-Hugues Herbert | 6:4, 7:5        |
| 2014 | Lukáš Rosol           | Jerzy Janowicz        | 3:6, 7:63, 7:5  |
| 2013 | Jürgen Melzer         | Gaël Monfils          | 6:3, 2:1 aufgg. |
| 2012 | John Isner (2)        | Tomáš Berdych         | 3:6, 6:4, 7:69  |
| 2011 | John Isner (1)        | Julien Benneteau      | 3:6, 6:4, 6:3   |

### Doppel
| Jahr | Sieger                                    | Finalgegner                     | Finalergebnis     |
| ---- | ----------------------------------------- | ------------------------------- | ----------------- |
| 2024 | Nathaniel Lammons (2) Jackson Withrow (2) | Julian Cash Robert Galloway     | 6:4, 6:3          |
| 2023 | Nathaniel Lammons (1) Jackson Withrow (1) | Lloyd Glasspool Neal Skupski    | 6:3, 6:4          |
| 2022 | Matthew Ebden Jamie Murray                | Hugo Nys Jan Zieliński          | 6:4, 6:2          |
| 2021 | Marcelo Arévalo Matwé Middelkoop          | Ivan Dodig Austin Krajicek      | 6:75, 7:5, [10:6] |
| 2020 | abgesagt                                  | abgesagt                        | abgesagt          |
| 2019 | Łukasz Kubot Marcelo Melo                 | Nicholas Monroe Tennys Sandgren | 6:76, 6:1, [10:3] |
| 2018 | Jean-Julien Rojer (2) Horia Tecău (2)     | Jamie Cerretani Leander Paes    | 6:4, 6:2          |
| 2017 | Jean-Julien Rojer (1) Horia Tecău (1)     | Julio Peralta Horacio Zeballos  | 6:3, 6:4          |
| 2016 | Guillermo García López Henri Kontinen     | Andre Begemann Leander Paes     | 4:6, 7:66, [10:8] |
| 2015 | Dominic Inglot Robert Lindstedt           | Eric Butorac Scott Lipsky       | 6:2, 6:4          |
| 2014 | Juan Sebastián Cabal Robert Farah         | Jamie Murray John Peers         | 6:3, 6:4          |
| 2013 | Daniel Nestor Leander Paes                | Treat Huey Dominic Inglot       | 7:610, 7:5        |
| 2012 | Santiago González Scott Lipsky            | Pablo Andújar Leonardo Mayer    | 6:3, 4:6, [10:2]  |
| 2011 | Jonathan Erlich Andy Ram                  | Christopher Kas Alexander Peya  | 7:62, 6:4         |